# Новые сказки Шахерезады
«Новые сказки Шахерезады» — второй двухсерийный фильм из цикла, снятого на киностудии «Таджикфильм» СССР и Сирийской киностудии «Ганем-фильм» в 1986 году по мотивам сказок «Тысяча и одна ночь».

## Описание
Второй фильм трилогии («И ещё одна ночь Шахерезады», «Новые сказки Шахерезады», «Последняя ночь Шахерезады»), снятой по мотивам знаменитого сказочного цикла. Танцы в исполнении Рушаны Султановой, Галии Измайловой, Малики Калантаровой, Гады Башшур, Фажер.
- 1 серия — Маруф-башмачник
- 2 серия — Приключения Маруфа

## В ролях
| Актёр                 | Роль                             |
| --------------------- | -------------------------------- |
| Улугбек Музаффаров    | Маруф-башмачник                  |
| Елена Тонунц          | Шахерезада                       |
| Тахир Сабиров         | калиф Шахрияр                    |
| Тамара Яндиева        | принцесса Эсмэгюль - дочь калифа |
| Бурхон Раджабов       | купец Али                        |
| Садидин Бакдунис      | Абу Абдураззак, купец            |
| Геннадий Четвериков   | джинн                            |
| Иван Гаврилюк         | визирь Джаффар                   |
| Зарина Хушвахтова     | Фатима - жена Маруфа             |
| Убайдулло Омон        | Абу Табак - любовник Фатимы      |
| Ахмад Файзиев         | судья                            |
| Хатам Нуров           | купец - начальник купцов         |
| Шамситдин Юллиев      | булочник                         |
| Сагди Табибуллаев     | стражник                         |
| Аслан Рахматуллаев    | Фаллах                           |
| Башар Аль-Кади        | цирюльник                        |
| Абдусалам Аль-Таийб   | ростовщик                        |
| Худа                  | дочь ростовщика                  |
| Мамдух Аль-Атраш      | путник                           |
| Мухаммед Хер Хельвани | рыбак                            |
| М. Сангинов           | Сулейман                         |
| О. Разиков            | стражник                         |
| Ш. Полвонов           | рыжебородый                      |

### Танцовщицы
| Актёр              | Роль |
| ------------------ | --- |
| Гада Башшур        | танец для Абу-Абдуразака и его гостей                                                                       |
| Фажер              | танец для Маруфа в его доме после визита купца Али                                                          |
| Галия Измайлова    | ведущая в танце с мечами и саблями в начале второй серии                                                    |
| Рушана Султанова   | танец для Маруфа, находящегося в плену во дворце Шахрияра, и ведущая в групповом танце в конце второй серии |
| Малика Калантарова | индийский танец в походном шатре Маруфа                                                                     |

## Съёмочная группа
- Режиссёр: Тахир Сабиров
- Сценаристы: Валерий Карен, Тахир Сабиров
- Оператор: Рустам Мухамеджанов
- Композитор: Геннадий Александров
- Художник: Леонид Шпонько

## Места съёмок
Город, куда переносит Маруфа джинн — архитектурный ансамбль Пои-Калян в Бухаре. Дом, где поселяется Маруф после получения денег от купца Али и его друзей — бывший дворец турецкого наместника Асада Паши Аль-Азма в Дамаске. Там же, внутри дворца заснята комната где Маруф наслаждается созерцанием танцовщицы, исполняющей танец. Дворец Шахрияра снаружи, где оказывается в плену Маруф — Ливадийский дворец в Крыму. Комната, где Маруф смотрит танец невольницы во дворце Шахрияра — Золотой кабинет Ханского дворца в Бахчисарае. Покои принцессы Эсмэгюль — Летняя Беседка того же дворца. Мёртвый Город, куда попадает Маруф после бегства от цирюльника — развалины античного города Пальмира в Cирийской пустыне.